# Dettingen an der Iller
Dettingen an der Iller település Németországban, azon belül Baden-Württembergben. Lakosainak száma 2740 fő (2023. december 31.).

## Népesség
A település népessége az elmúlt években az alábbi módon változott:
| Lakosok száma | 1557 | 2317 | 2419 | 2439 | 2594 | 2718 | 2740 |
|               | 1975 | 2014 | 2017 | 2019 | 2021 | 2022 | 2023 |